# Eduardo da Conceição Maciel
Eduardo da Conceição Maciel más conocido como Eduardo Conceição (n. Nova Iguaçu, Brasil, 12 de noviembre de 1986), es un futbolista brasileño, juega como mediocampista y actualmente milita en la Sociedade Esportiva do Gama de la Serie D de Brasil.

## Trayectoria
Eduardo nació en Nova Iguaçu.
El 26 de julio de 2014, firmó con el Shuvalan FK de la Liga Premier de Azerbaiyán con un contrato de dos años. En febrero de 2015, durante un juego de reserva para Shuvalan FK, sufrió una lesión que puso fin a la temporada y que requirió cirugía.
En septiembre de 2015 se mudó al Zira FK también de la Liga Premier de Azerbaiyán, firmando nuevamente un contrato de dos años. Durante las vacaciones de invierno de la temporada 2015-16 dejó el Zira.
En 2016 jugó para el Gresik United en la Liga 1 de Indonesia. Luego tuvo una corta temporada en las ligas inferiores de Brasil.
Después de solo cinco apariciones en 2018, el contrato con Olimpia Elbląg se rescindió mutuamente.

## Clubes
| Club                    | País           | Año               |
| ----------------------- | -------------- | ----------------- |
| Nagoya Grampus Eight    | Japón          | 2005              |
| SC Corinthians Alagoano | Brasil         | 2005              |
| Botafogo                | Brasil         | 2006 - 2007       |
| SE Vila Aurora          | Brasil         | 2008              |
| Rot Weiss Ahlen         | Alemania       | 2008 - 2009       |
| Preußen TV Werl         | Alemania       | 2009 - 2010       |
| OKS Stomil Olsztyn      | Polonia        | 2010 - 2011       |
| FKS Stal Kraśnik        | Polonia        | 2012              |
| Al-Akhaa Al-Ahli Aley   | Líbano         | 2012 - 2013       |
| AZAL PFC Baku           | Azerbaiyán     | 2014 - 2015       |
| Zira FK                 | Azerbaiyán     | 2015              |
| Gresik United           | Indonesia      | 2016              |
| Operário                | Brasil         | 2018              |
| Real Brasília           | Brasil         | 2018              |
| Olimpia Elbląg          | Brasil         | 2018              |
| Al Nahda                | Arabia Saudita | 2019              |
| Olimpia                 | Brasil         | 2020              |
| Esportiva do Gama       | Brasil         | 2020 - Actualidad |

## Honores y logros

### Individual
- Gol de la temporada de la liga de fútbol libanesa: 2012-13.